# XXXVII століття до н. е.

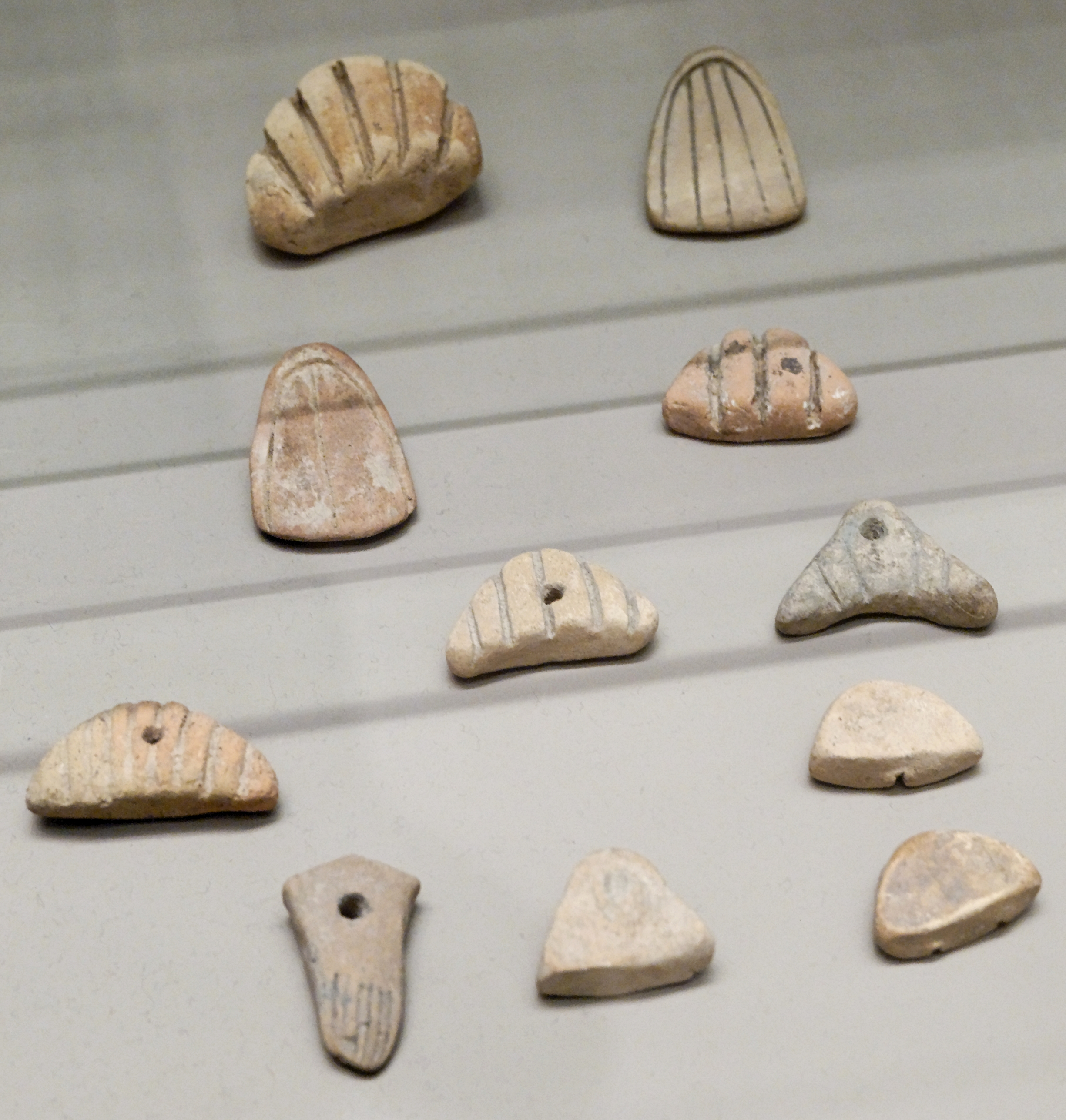
Глиняні жетони для розрахунків, період Урук

XXXVII століття до нашої ери — часовий проміжок між 1 січня 3700 року до н. е. та 31 грудня 3601 року до н. е.

## Події
- Бл. 3700 до н. е. — початок поселення Неп-оф-Гауар (Оркнейські острови, Шотландія). Вважається одним із найстародавніших прикладів кам'яних будинків у Північній Європі, що збереглися до наших днів[1].
- Бл. 3630 до н. е. — найдавніші зразки шовкової тканини, культура Яншао, провінція Хенань, Китай[2].
- В місті Урук, південна Месопотамія, для відображення комерційних угод починають використовувати спеціальні «жетони», які вкладаються в порожнисті глиняні кульки та зберігаються в «архівах»[3].